# Metaphaenodiscus aligarhensis
Metaphaenodiscus aligarhensis är en stekelart som beskrevs av Hayat 1981. Metaphaenodiscus aligarhensis ingår i släktet Metaphaenodiscus och familjen sköldlussteklar. Inga underarter finns listade i Catalogue of Life.